# پل ماری
پل ماری (انگلیسی: Paul Marie؛ زادهٔ ۲۴ مارس ۱۹۹۵) بازیکن فوتبال اهل ایالات متحده آمریکا است.
وی همچنین در تیم ملی فوتبال France U16 بازی کرده‌است.